# Паршу
Паршу (IAST: Parśu) — племя, упоминаемое в «Риг-веде» как одно из племён, участвовавших в Битве десяти царей. У Панини парши ассоциируются с асурами и ракшасами. Некоторые учёные отождествляют их с персами. Основанием для этого служат ассирийские надписи, датируемые 844 годом до н. э., в которых персов называют паршу. Другое свидетельство — Бехистунская надпись Дария I, в которой Фарс именуется землёй персов. Вероятнее всего паршу, подобно другим племенам, участвовавшим в Битве десяти царей, обитали в северо-западной части Индийского субконтинента.